# Перар, Жак де
Жак де Перар (1713—1766) — протестантский пастор.
Большую часть своей жизни прожил в изгнании с группой гугенотов в Пруссии, где он был пастором французской реформатской общины в Штеттине и проповедником при дворе прусского короля.
Он принимал участие в издании Nouvelle bibliothèque germanique, вышедшем в 26 томах с 1746 по 1760 гг.
Почетный член Петербургской академии наук c 12.12.1744 г.. В 1747 году избран иностранным членом Шведской королевской академии наук, член-корреспондент Académie des belles-lettres, sciences et arts de La Rochelle.